# 黎平县
黎平县是中华人民共和国贵州省黔东南苗族侗族自治州下属的一个县。面积4439平方公里，2014年户籍总人口58万，城区人口户籍人口12.8万，常驻人口8.9万，县城建成区面积8.3平方公里，其中侗族占70%。县政府驻德凤街道办事处。
邻接的县市有：东边湖南省靖州苗族侗族自治县、通道县，南边从江县、广西壮族自治区三江侗族自治县，西边榕江县，北边锦屏县、剑河县。

## 主要历史
- 唐朝黎平为龙标县属地，时称五脑寨，始兴土司；
- 元朝元世祖至元二十年，改称黎平；
- 明朝置五开卫；
- 清朝改置开泰县，为黎平府治；
- 1913年改设黎平县，古称“黎平府”，为侗族文化的中心。德凤镇是建于明朝洪武年间的山城。特产有杉木、松脂、茶叶和桐油。
- 1949年11月间，中国人民解放军第四野战军攻占黎平县[2]。其后黎平县为贵州省黔东南苗族侗族自治州管辖；
- 2013年为贵州省五个省直管县市之一（仁怀市、福泉市、威宁县、镇远县、黎平县）[3]。
- 2014年11月 为纪念“黎平会议”召开80年周年，中央电视台“心连心”艺术团带着党中央、国务院的亲切问候，赴黎平革命老区开展慰问演出[4]
- 2015年2月 国家总理李克强访问黎平[5]，给侗乡人民送去温暖祝福。

晚明出了個十分能團結各族人民招兵買馬的總督何騰蛟。

## 行政区划
黎平县下辖3个街道办事处、14个镇、7个乡、2个民族乡：
德凤街道、高屯街道、龙形街道、中潮镇、孟彦镇、敖市镇、九潮镇、岩洞镇、水口镇、洪州镇、尚重镇、肇兴镇、龙额镇、双江镇、永从镇、茅贡镇、地坪镇、顺化瑶族乡、雷洞瑶族水族乡、罗里乡、坝寨乡、口江乡、德顺乡、大稼乡、平寨乡和德化乡。
- 1999年12月，九潮、岩洞撤乡建镇；
- 2013年1月，肇兴、双江、龙额撤乡设镇；

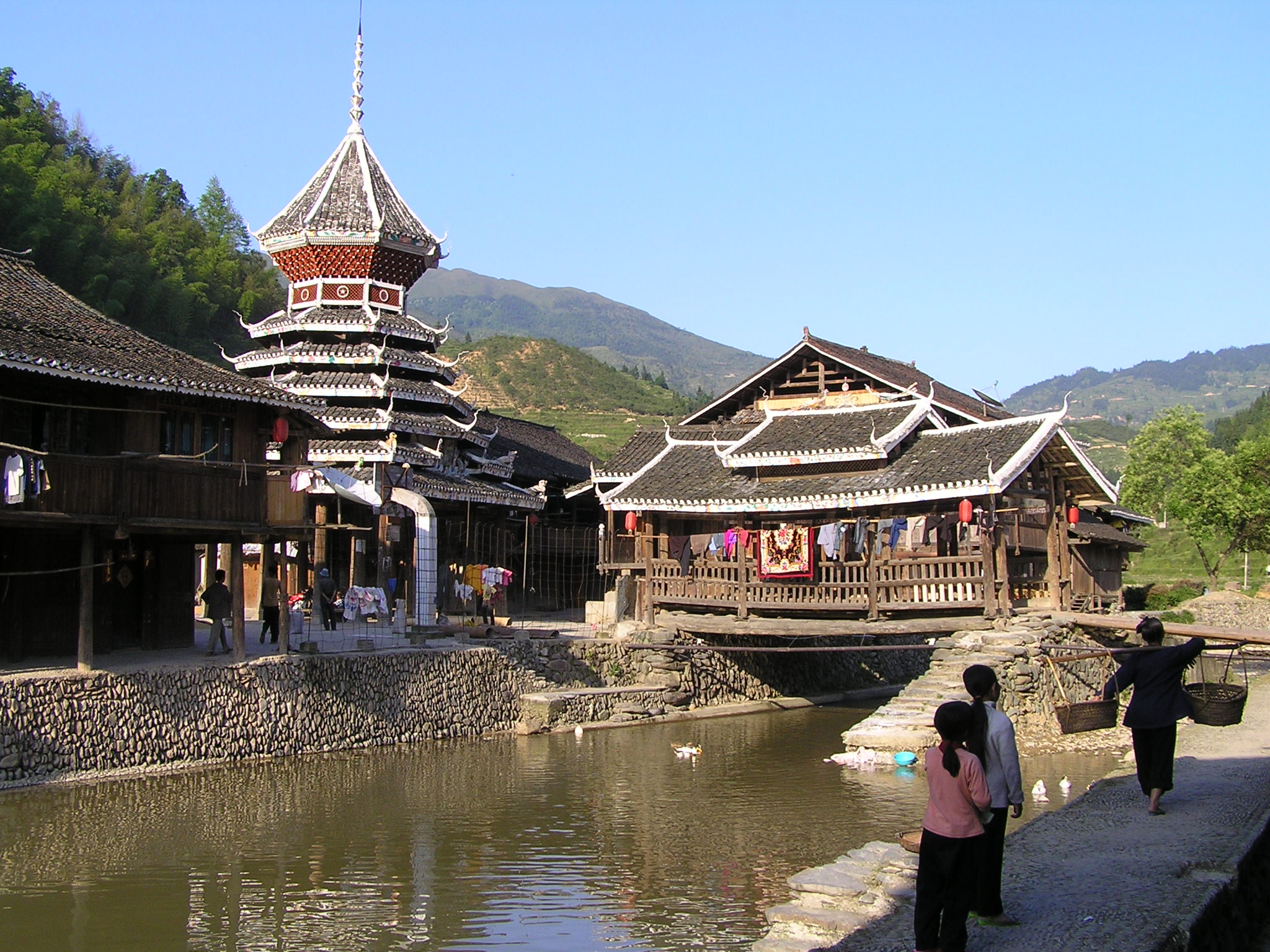
苗族村寨

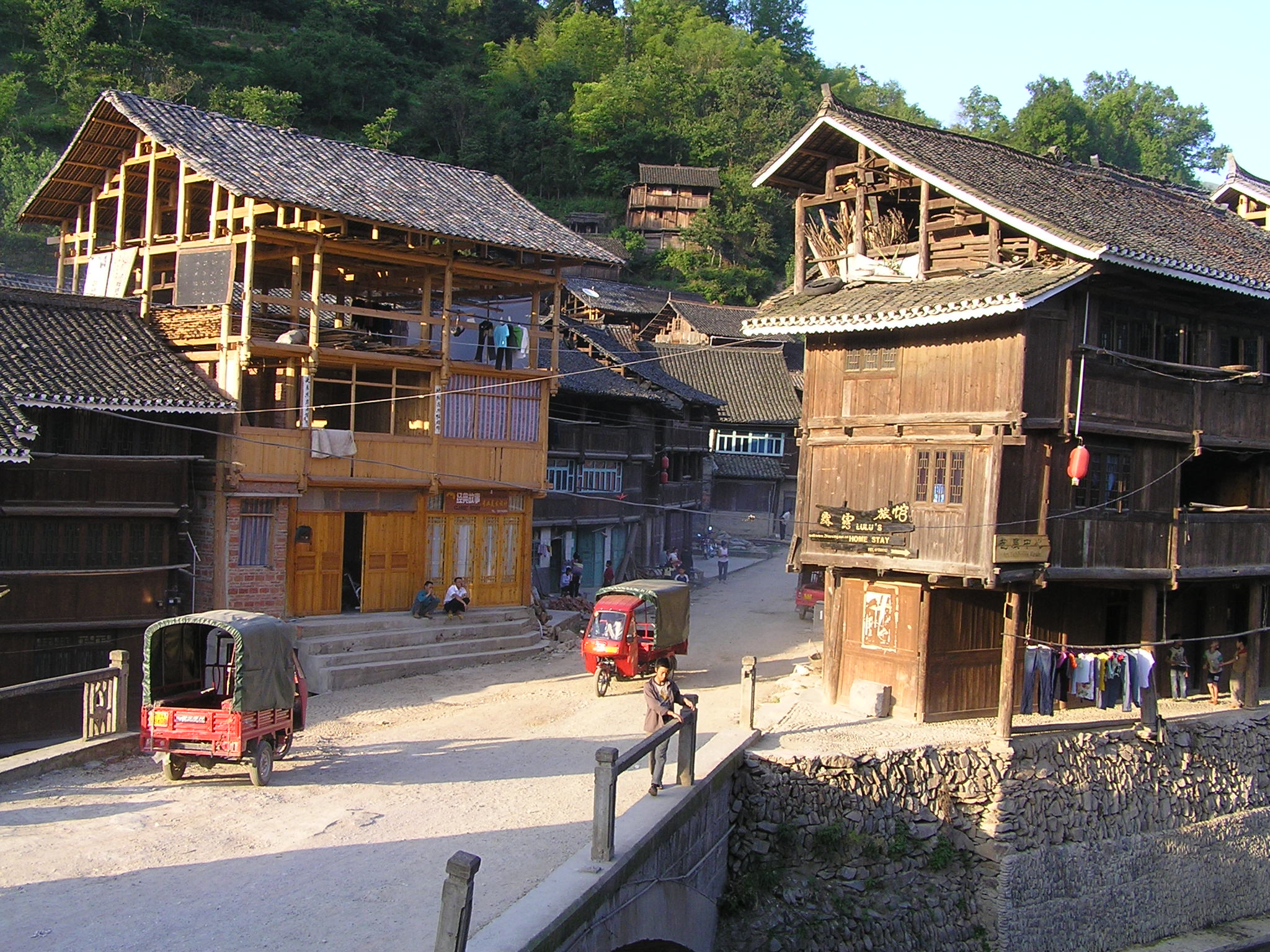
2006年的黎平县農村

- 2013年3月，中潮工业园区升级为省级工业园区，地坪、永从、茅贡撤乡设镇
- 2013年12月，黎平县全县各乡镇整合行政社区/村，将439个社区村并为251个社区村；
- 2014年2月，德凤镇、高屯镇撤镇设德凤街道办事处、高屯街道办事处[7]；
- 县城内社区17个：双凤社区、开泰社区、贡院社区、南泉社区、兰花园社区、成德社区、万福山社区、上午开社区、民胜社区、坚强社区、蔬菜社区、东关社区、薛家坪社区、罗团社区、矮枧社区、三什江社区、罗寨社区。

| 黎平县现行行政区划 （数据截止2014年末） |          |             |              |           |        |          |        |      |
| 数量                                    | 行政区划 | 总面积(km²) | 户籍人口(人) | 区划代码  | 邮编   | 行政驻地 | 社区数 | 村数 |
|                                         | 黎平县   | 4439        | 580635       | 522631    | 557300 | 德凤街道 | 21     | 230  |
| 1                                       | 德凤街道 | 310         | 106428       | 522631100 | 557300 | 贡院社区 | 17     | 6    |
| 2                                       | 高屯街道 | 282         | 28505        | 522631101 | 557300 | 高屯社区 | 4      | 9    |
| 3                                       | 中潮镇   | 296         | 33549        | 522631102 | 557301 | 中潮村   | 0      | 10   |
| 4                                       | 孟彦镇   | 184         | 19589        | 522631103 | 557302 | 孟彦村   | 0      | 8    |
| 5                                       | 敖市镇   | 96          | 15241        | 522631104 | 557300 | 敖市村   | 0      | 7    |
| 6                                       | 九潮镇   | 292         | 28805        | 522631105 | 557303 | 九潮村   | 0      | 13   |
| 7                                       | 岩洞镇   | 147         | 15221        | 522631106 | 557304 | 岩洞村   | 0      | 6    |
| 8                                       | 水口镇   | 260         | 36869        | 522631107 | 557305 | 水口村   | 0      | 18   |
| 9                                       | 洪州镇   | 301         | 29184        | 522631108 | 557307 | 洪州村   | 0      | 11   |
| 10                                      | 尚重镇   | 227         | 31572        | 522631109 | 556308 | 尚重村   | 0      | 12   |
| 11                                      | 双江镇   | 262         | 20057        | 522631110 | 557313 | 双江村   | 0      | 9    |
| 12                                      | 肇兴镇   | 133         | 22352        | 522631111 | 557314 | 肇兴村   | 0      | 11   |
| 13                                      | 龙额镇   | 124         | 23231        | 522631112 | 557306 | 龙额村   | 0      | 16   |
| 14                                      | 茅贡镇   | 172         | 16845        | 522631204 | 557303 | 茅贡村   | 0      | 9    |
| 15                                      | 永从镇   | 149         | 18346        | 522631202 | 557311 | 永从村   | 0      | 7    |
| 16                                      | 地坪镇   | 117         | 22142        | 522631210 | 556306 | 地坪村   | 0      | 10   |
| 17                                      | 坝寨乡   | 139         | 14568        | 522631205 | 557303 | 坝寨村   | 0      | 7    |
| 18                                      | 罗里乡   | 166         | 17224        | 522631203 | 557302 | 罗里村   | 0      | 8    |
| 19                                      | 德顺乡   | 212         | 16340        | 522631211 | 556315 | 德顺村   | 0      | 7    |
| 20                                      | 大稼乡   | 112         | 15234        | 522631212 | 557316 | 大稼村   | 0      | 12   |
| 21                                      | 平寨乡   | 91          | 11645        | 522631213 | 556308 | 平寨村   | 0      | 6    |
| 22                                      | 德化乡   | 110         | 10676        | 522631214 | 556308 | 德化村   | 0      | 6    |
| 23                                      | 口江乡   | 116         | 9572         | 522631206 | 557304 | 口江村   | 0      | 6    |
| 24                                      | 雷洞乡   | 82          | 12358        | 522631201 | 557305 | 雷洞村   | 0      | 12   |
| 25                                      | 顺化乡   | 59          | 5082         | 522631200 | 557301 | 顺洞村   | 0      | 4    |

## 交通

### 公路
- 国道： 211国道、 242国道、 243国道、 356国道、 551国道
- 省道： 308省道、 202省道、 222省道、 221省道
- 高速： 厦蓉高速、松从高速公路
- 公交：城区已开通1、2、3、4路公交车及黎平-中潮工业园、黎平-肇兴的直达快速公交

### 机场
- 黎平机场，已开通直达贵阳、广州、上海、长沙4条直飞航线.

### 铁路
- 贵广高铁：经过南部双江镇、龙额镇、肇兴镇和地坪镇，设置的从江站距黎平县城30公里
- 永兴铁路：是湖南省永州市—贵州省兴义市的一条《贵州省十三五铁路规划》普通铁路，经过黎平城区，并设黎平站（3等客运站）
- 玉从铁路：是玉屏县—从江县经过黎平城区的一条《贵州省十三五铁路规划》普通铁路

## 教育

### 中专
- 黎平县中等职业技术学校
- 侗族大歌艺术学校

### 高中
- 黎平县第一中学，城区内中学，贵州省省级2类示范性高中
- 黎平县第三中学，城区内中学
- 黎平县第四中学，城区内中学
- 黎平县第五中学，城区内中学
- 黎平县第七中学，城区内私立中学
- 黎平县龙华学校，城区内私立学校
- 黎平县新科学校，城区内私立学校
- 黎平县求知学校，城区内私立学校

### 初中
- 黎平县第二中学，城区内中学
- 黎平县第五中学，城区内中学
- 黎平县第六中学，城区内中学
- 黎平县中潮中学
- 黎平县敖市中学
- 黎平县洪州中学
- 黎平县德顺中学
- 黎平县德化中学
- 黎平县永从中学
- 黎平县孟彦中学
- 黎平县大稼中学
- 黎平县罗里中学
- 黎平县尚重中学
- 黎平县茅贡中学
- 黎平县坝寨中学
- 黎平县九潮中学
- 黎平县双江中学
- 黎平县岩洞中学
- 黎平县水口中学
- 黎平县肇兴中学
- 黎平县龙额中学
- 黎平县顺化附中
- 黎平县平寨中学
- 黎平县雷洞中学
- 黎平县口江中学
- 黎平县地坪附中
- 黎平县育洞附中
- 黎平县平架附中
- 黎平县潘老中学

### 小学
只列县城内的小学
- 黎平县第一小学
- 黎平县第二小学
- 黎平县第三小学
- 黎平县第四小学
- 黎平县第五小学
- 黎平县第六小学（原龙坪小学）
- 黎平县第七小学（原矮間小学）
- 黎平县第八小学（原罗团小学）
- 黎平县第九小学（原高屯小学）
- 黎平县第十小学（原八舟小学）

### 特殊学校
- 黎平县特殊教育学校

## 金融
黎平县境内共有8家金融机构入驻，分别为
- 中国人民银行黎平支行
- 中国银行黎平支行
- 中国建设银行黎平支行
- 中国工商银行黎平支行
- 中国农业银行黎平支行
- 中国邮政储蓄银行黎平支行
- 中国农村信用合作社黎平分社
- 贵阳银行黎平支行
- 贵州商业银行黎平支行

## 文化

### 小吃
- 黎平米粉（《舌尖上的中国》特别推荐）、腌鱼、腌肉、酸菜
- 麻辣烫、侗果、乌米饭、侗粑、酸汤鱼、米豆腐、牛瘪、羊瘪、血红
- 长桌饭、竹筒饭

### 语言
黎平人讲一种明显有别于贵州其它地区方言和普通话的黎平话，在貴州其他人聽來很像普通话，被称为“小北京”。除了说黎平话外，主要语言还为侗语、苗语、瑶语等。

### 宗教
黎平人主要信奉的宗教有：佛教、基督教、道教。
- 寺庙：在黎平城郊区南泉山有寺庙，在其他乡镇、村都有寺庙，每年黎平人都赶庙会；
- 教堂：在黎平东门翘街福音堂。

### 影视
关于黎平的影视作品
- 电视剧《生死黎平》《黎平1934》
- 电影《千里之外》《伟大的转战》《侗族大歌》《行歌坐月》《阿娜依》
- 纪录片《苦难辉煌》《黎平600年》《记住乡愁》《美丽乡村》《中国之最》《胜利之盾》《伟大长征》

## 医疗
- 黎平县人民医院
- 黎平县中医院
- 黎平县博爱医院
- 黎平县同济医院
- 黎平县红十字医院
- 黎平县诚德医院
- 黎平县妇幼保健医院
- 黎平县正阳医院
- 黎平县百姓医院
- 黎平县黔东医院
- 黎平县博雅医院

## 旅游

### 重点景区
- 黎平会议会址，为贵州省“十大爱国主义教育基地”，省级重点文物保护单位和全国青少年爱国主义教育基地；
- 两湖会馆，贵州省重点文物保护单位；
- 翘街景区，贵州省唯一一个入围国家历史文化名街的街道之一，贵州省首批历史文化名城；
- 黎平太平山景区，国家级重点风景名胜区；
- 地坪风雨桥，国家级重点文物保护单位；
- 堂安梯田，中挪侗族生态博物馆（中国与挪威合建），中国十大最美梯田之一；
- 肇兴古镇，中国最大的侗寨，有“侗乡第一寨”之美称，被选为“中国最美的乡村古镇”，肇兴镇也是国家历史文化名镇之一；
- 地扪侗寨，第六批“中国历史文化名村[8]”。
- 八舟河景区，境内天生桥为世界上跨度最大的天然石拱桥
- 侗族大歌实景展演

### 世界之最
- 肇兴鼓楼群，世界上最大的侗寨鼓楼群，被收录于《吉利斯世界记录》中；
- 述洞独柱鼓楼，世界上最早的侗族鼓楼雏型，被收录于《吉利斯世界记录》中；
- 杉阴沉木，世界出土保存的树体最大、埋藏年代最久远的杉木遗体，被收录于《吉利斯世界记录》中；
- 高屯天生桥，世界最大的天然石拱桥，被收录于《吉利斯世界记录》中；
- 黎平机场通航庆典晚会上万人合唱侗族大歌，世界上人数最多的合唱，被收录于《吉利斯世界记录》中；

### 国家遗产
黎平县共有7项国家级非物质文化遗产，分别为：
- 侗族大歌
- 侗族琵琶歌
- 侗戏
- 月也
- 侗族木构建筑营造技艺
- 侗族萨玛节
- 侗族款约